# Buhl (Haut-Rhin)

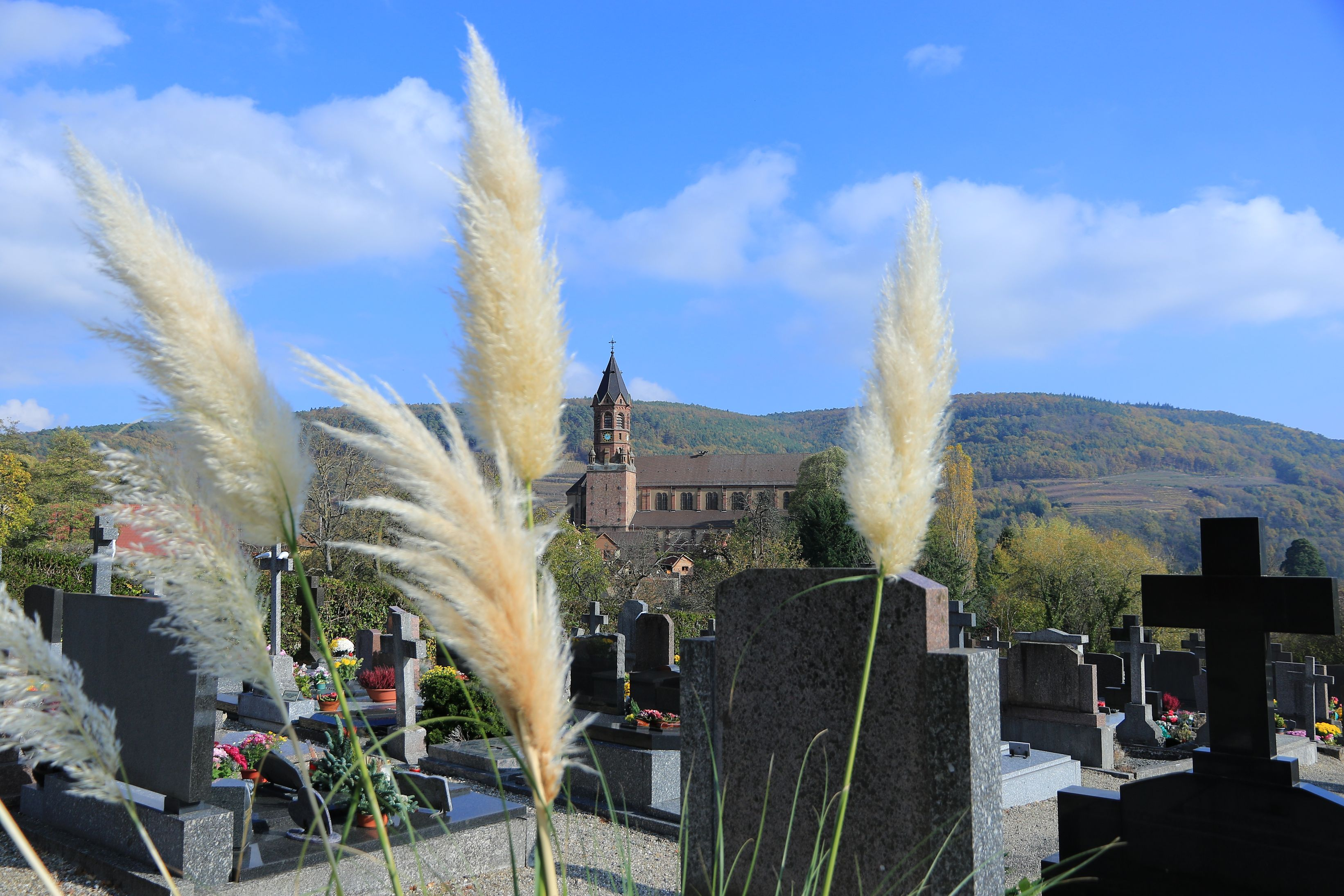
L'église vue depuis le cimetière local

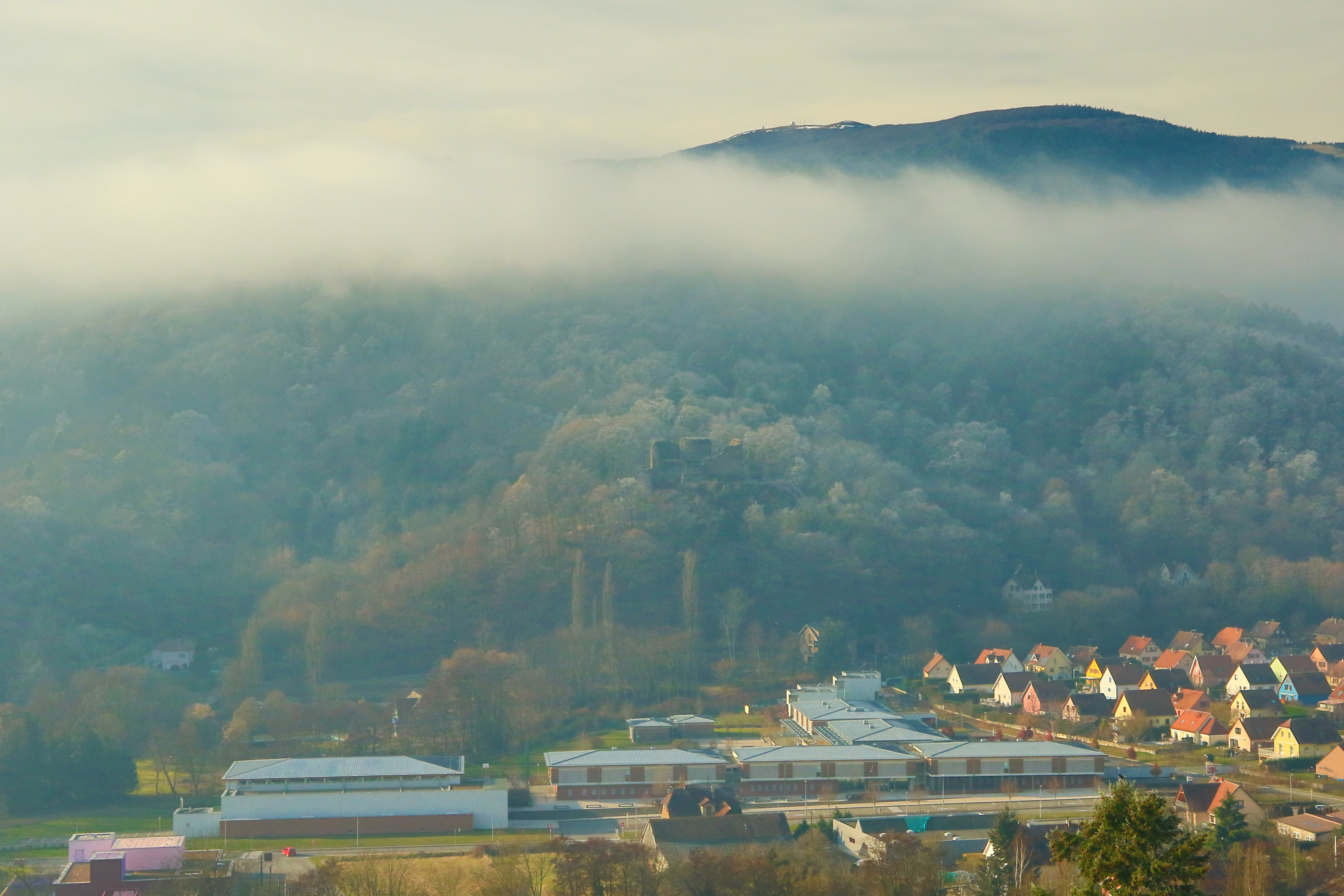
Buhl

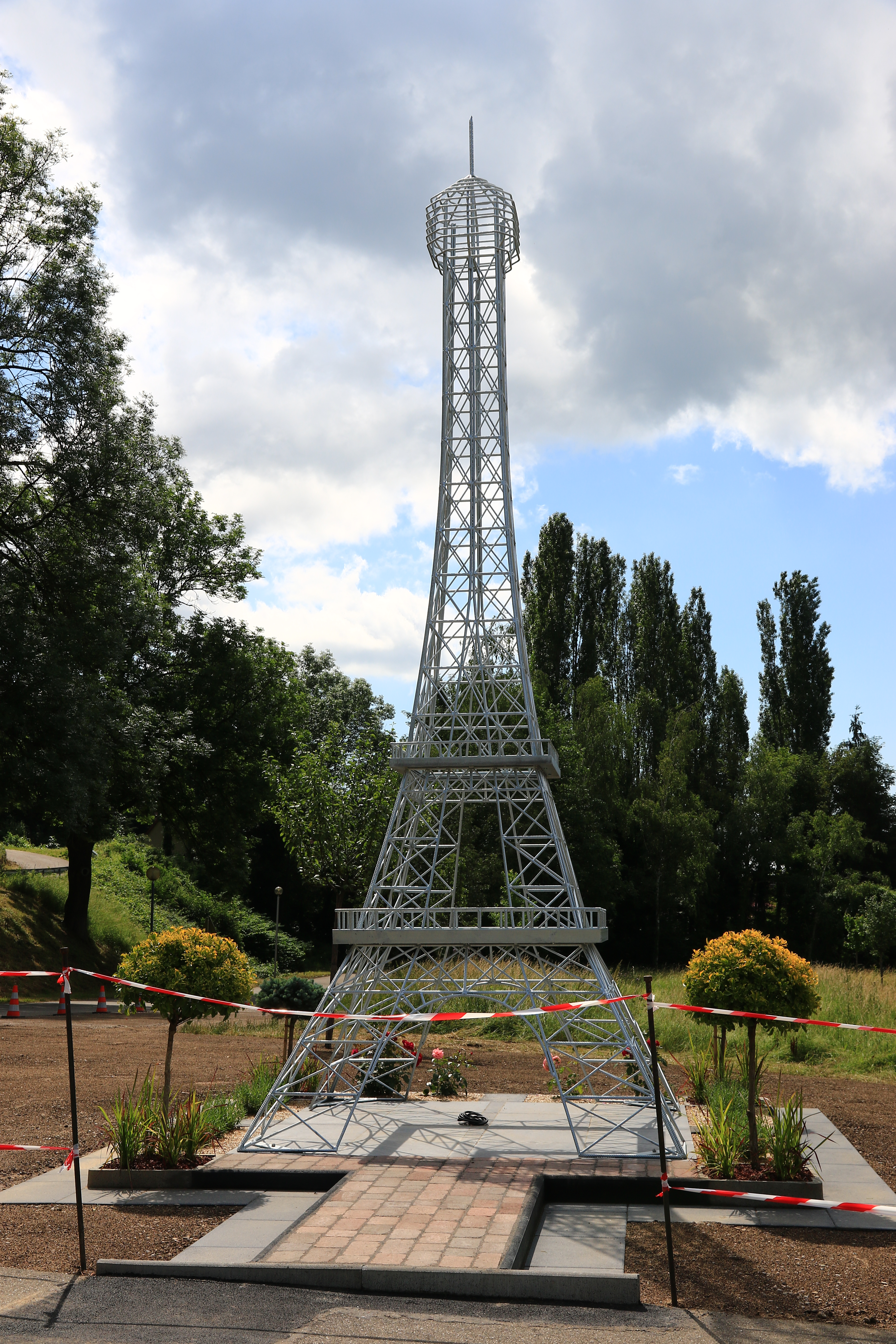
Inauguration d'une reproduction miniature de la Tour Eiffel, le 03 juin 2018, à l'entrée Sud-Est du village.

Pour les articles homonymes, voir Buhl.
Buhl [byl]  est une commune française de la région historique et culturelle d'Alsace, située dans l'aire d'attraction de Mulhouse et faisant partie de la Collectivité européenne d'Alsace (circonscription administrative du Haut-Rhin), en région Grand Est.
C'est une des 188 communes du parc naturel régional des Ballons des Vosges.
Ses habitants sont appelés les Buhlois et les Buhloises.

## Géographie

### Localisation
Buhl est située dans la vallée de la Lauch et plus particulièrement du Florival à 300 m d'altitude, au pied du massif des Vosges et de son point culminant, le Grand Ballon (1 424 m). La commune est entourée de versants dont les altitudes maximales atteignent 860 mètres, soit un dénivelé maximal de 465 m.
Les principaux sommets sont :
- le Demberg (628 m), dominant le village et séparé du Hohrupf (813 m) par le col du Schrangen ;
- le Schimberg (582 m) ;
- le Geisskopf (735 m), délimité par l'Ebeneck et le col du Münsterraeckerlé ;
- l'Ebeneck (859 m), point culminant du ban communal de Buhl ;
- le Hochkopf (545 m), surplombant le château du Hugstein et compris entre le Geisskopf, le Kohlgraben et le Peternit.

Les versants sont majoritairement couverts de forêts avec de très rares parcelles de vignes, entre 400 et 450 m sur le versant sud ouest de la vallée (Schimberg). Situé au cœur de la vallée du Florival et à 3 km de Guebwiller, la petite ville au caractère villageois est en position de carrefour dans la vallée : à 3 km de la route des vins d'Alsace (Guebwiller), à 3 km des vestiges historiques de l'abbaye de Murbach et à 20 km du Markstein et des fermes auberges des chaumes vosgiennes.
Buhl, doit son nom à la situation pittoresque de son noyau urbain historique, adossé à une petite colline de 17 m de hauteur (Bühele), d'où y domine encore son église. Le ban communal atteint une superficie de 880 ha et s'étend sur la confluence d'une vallée primaire, celle de la Lauch (environ 500 m de large), et d'un vallon secondaire, celui de Murbach, d'environ 312 m de large à la confluence. La première est exclusivement urbanisée. Le second, plus bucolique, est marqué par la présence de pâturage à chevaux, l'étang de pêche, de vastes prés humides ainsi que l'ancienne digue des moines de Murbach.
| Lautenbachzell          | Lautenbach | Orschwihr     |
| Murbach                 | Buhl       | Bergholtzzell |
| Rimbach-près-Guebwiller |            | Guebwiller    |

### Hydrographie

#### Réseau hydrographique
La commune est dans le bassin versant du Rhin au sein du bassin Rhin-Meuse. Elle est drainée par la Lauch, le ruisseau de Murbach et le ruisseau Durren-Bach,,.
La Lauch, d'une longueur de 47 km, prend sa source dans la commune de Linthal et se jette  dans l'Ill à Horbourg-Wihr, après avoir traversé 18 communes. Les caractéristiques hydrologiques de la Lauch sont données par la station hydrologique située sur la commune de Guebwiller. Le débit moyen mensuel est de 1,59 m3/s. Le débit moyen journalier maximum est de 29,9 m3/s, atteint lors de la crue du 5 janvier 2018. Le débit instantané maximal est quant à lui de 41 m3/s, atteint le 15 février 1990.

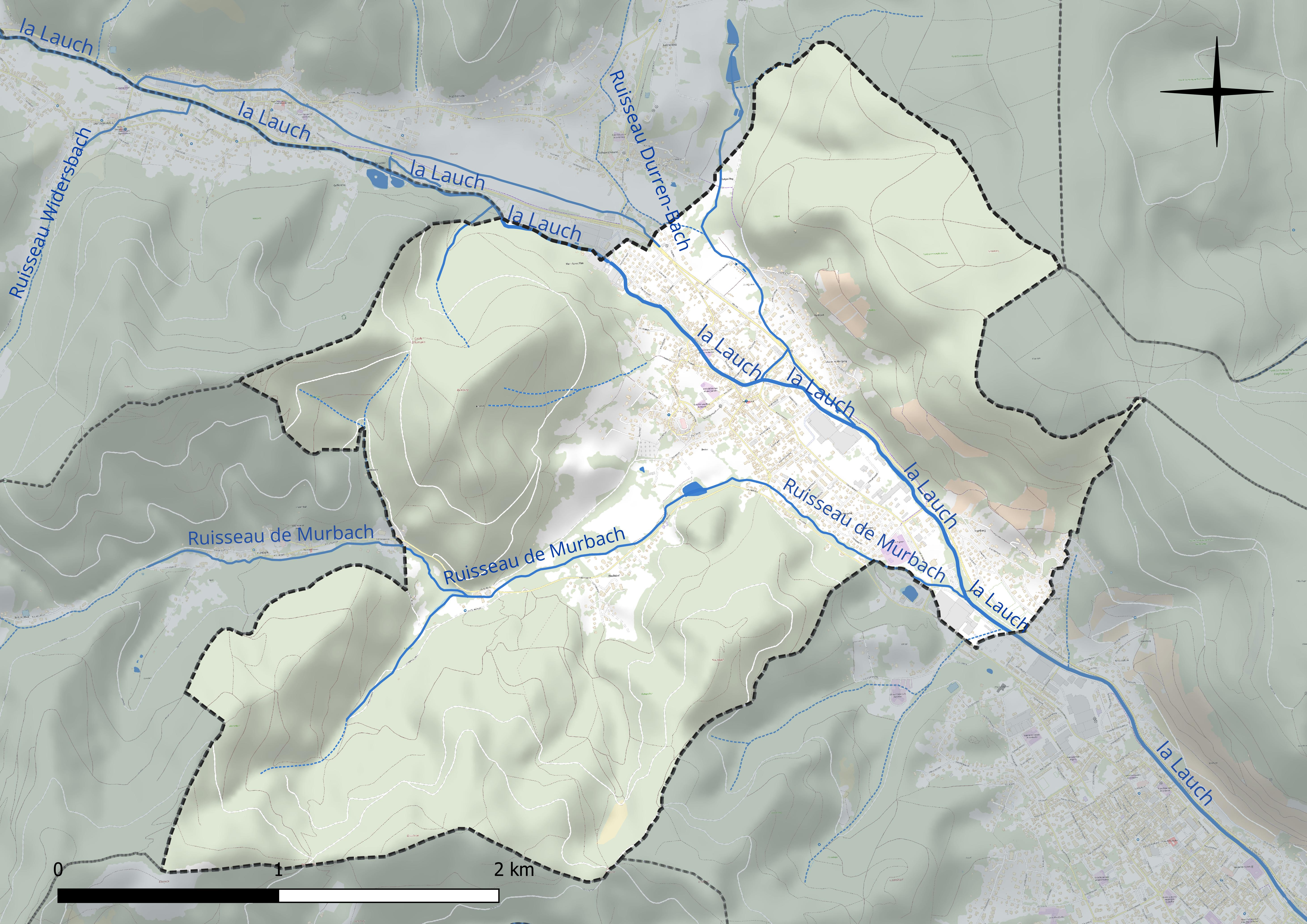
Réseau hydrographique de Buhl.

#### Gestion et qualité des eaux
Le territoire communal est couvert par le schéma d'aménagement et de gestion des eaux (SAGE) « Lauch ». Ce document de planification concerne les bassins versants de la Lauch, de l’Ohmbach et du Rimbach, dont le territoire s'étend sur 358 km2. Le périmètre a été arrêté le 7 mars 2013 et le SAGE proprement dit a été approuvé le 15 janvier 2020. La structure porteuse de l'élaboration et de la mise en œuvre est le syndicat mixte « Rivières de Haute-Alsace ». 
La qualité des cours d’eau peut être consultée sur un site dédié géré par les agences de l’eau et l’Agence française pour la biodiversité. 

### Climat
Pour des articles plus généraux, voir Climat du Grand Est et Climat du Haut-Rhin.
En 2010, le climat de la commune est de type climat de montagne, selon une étude du Centre national de la recherche scientifique s'appuyant sur une série de données couvrant la période 1971-2000. En 2020, Météo-France publie une typologie des climats de la France métropolitaine dans laquelle la commune est exposée à un climat semi-continental et est dans la région climatique  Vosges, caractérisée par une pluviométrie très élevée (1 500 à 2 000 mm/an) en toutes saisons et un hiver rude (moins de 1 °C). 
Pour la période 1971-2000, la température annuelle moyenne est de 9,8 °C, avec une amplitude thermique annuelle de 16,9 °C. Le cumul annuel moyen de précipitations est de 1 050 mm, avec 10,7 jours de précipitations en janvier et 9,9 jours en juillet. Pour la période 1991-2020, la température moyenne annuelle observée sur la station météorologique de Météo-France la plus proche, « Guebwiller », sur la commune de Guebwiller à 3 km à vol d'oiseau, est de 11,4 °C et le cumul annuel moyen de précipitations est de 919,6 mm. 
La température maximale relevée sur cette station est de 39,9 °C, atteinte le 13 août 2003 ; la température minimale est de −16,3 °C, atteinte le 20 décembre 2009,,. 
| Mois                                  | jan.             | fév.           | mars           | avril         | mai             | juin          | jui.          | août           | sep.          | oct.          | nov.            | déc.           | année      |
| ------------------------------------- | ---------------- | -------------- | -------------- | ------------- | --------------- | ------------- | ------------- | -------------- | ------------- | ------------- | --------------- | -------------- | ---------- |
| Température minimale moyenne (°C)     | −0,6             | 0              | 2,6            | 5,9           | 9,9             | 13,3          | 14,9          | 14,6           | 10,9          | 7,3           | 3               | 0,3            | 6,8        |
| Température moyenne (°C)              | 2,4              | 3,7            | 7,2            | 11,2          | 15,3            | 18,7          | 20,5          | 20,3           | 16,1          | 11,5          | 6,3             | 3,2            | 11,4       |
| Température maximale moyenne (°C)     | 5,5              | 7,4            | 11,9           | 16,6          | 20,6            | 24,2          | 26            | 25,9           | 21,2          | 15,7          | 9,5             | 6,1            | 15,9       |
| Record de froid (°C) date du record   | −13,5 02.01.1997 | −14,6 05.02.12 | −12,3 01.03.05 | −3,3 04.04.22 | 0,6 06.05.19    | 4,1 04.06.01  | 7 09.07.1996  | 5,3 28.08.1998 | 2 30.09.1995  | −4,2 24.10.03 | −9,9 23.11.1998 | −16,3 20.12.09 | −16,3 2009 |
| Record de chaleur (°C) date du record | 20,2 01.01.23    | 22,5 25.02.21  | 26,9 31.03.21  | 29,2 22.04.18 | 33,2 29.05.1999 | 37,7 18.06.22 | 37,8 19.07.22 | 39,9 13.08.03  | 34,5 15.09.20 | 31,4 02.10.23 | 23,7 07.11.15   | 20,1 31.12.22  | 39,9 2003  |
| Précipitations (mm)                   | 92,9             | 76,5           | 71,8           | 59,7          | 80,7            | 73,7          | 66            | 70,9           | 59,9          | 80,6          | 76,3            | 110,6          | 919,6      |

| Diagramme climatique                                  |          |             |             |             |              |          |              |              |             |          |             |
| J                                                     | F        | M           | A           | M           | J            | J        | A            | S            | O           | N        | D           |
| 5,5−0,692,9                                           | 7,4076,5 | 11,92,671,8 | 16,65,959,7 | 20,69,980,7 | 24,213,373,7 | 2614,966 | 25,914,670,9 | 21,210,959,9 | 15,77,380,6 | 9,5376,3 | 6,10,3110,6 |
| Moyennes : • Temp. maxi et mini °C • Précipitation mm |          |             |             |             |              |          |              |              |             |          |             |

Les paramètres climatiques de la commune ont été estimés pour le milieu du siècle (2041-2070) selon différents scénarios d'émission de gaz à effet de serre à partir des nouvelles projections climatiques de référence DRIAS-2020. Ils sont consultables sur un site dédié publié par Météo-France en novembre 2022.

## Urbanisme

### Typologie
Au 1er janvier 2024, Buhl est catégorisée ceinture urbaine, selon la nouvelle grille communale de densité à sept niveaux définie par l'Insee en 2022.
Elle appartient à l'unité urbaine de Guebwiller, une agglomération intra-départementale regroupant huit  communes, dont elle est une commune de la banlieue,,. Par ailleurs la commune fait partie de l'aire d'attraction de Mulhouse, dont elle est une commune de la couronne,. Cette aire, qui regroupe 132 communes, est catégorisée dans les aires de 200 000 à moins de 700 000 habitants,.

### Occupation des sols
L'occupation des sols de la commune, telle qu'elle ressort de la base de données européenne d’occupation biophysique des sols Corine Land Cover (CLC), est marquée par l'importance des forêts et milieux semi-naturels (71,4 % en 2018), une proportion sensiblement équivalente à celle de 1990 (72,1 %). La répartition détaillée en 2018 est la suivante :
forêts (71,4 %), zones urbanisées (13,7 %), prairies (8,2 %), zones agricoles hétérogènes (5,3 %), zones industrielles ou commerciales et réseaux de communication (1,3 %). L'évolution de l’occupation des sols de la commune et de ses infrastructures peut être observée sur les différentes représentations cartographiques du territoire : la carte de Cassini (XVIIIe siècle), la carte d'état-major (1820-1866) et les cartes ou photos aériennes de l'IGN pour la période actuelle (1950 à aujourd'hui).

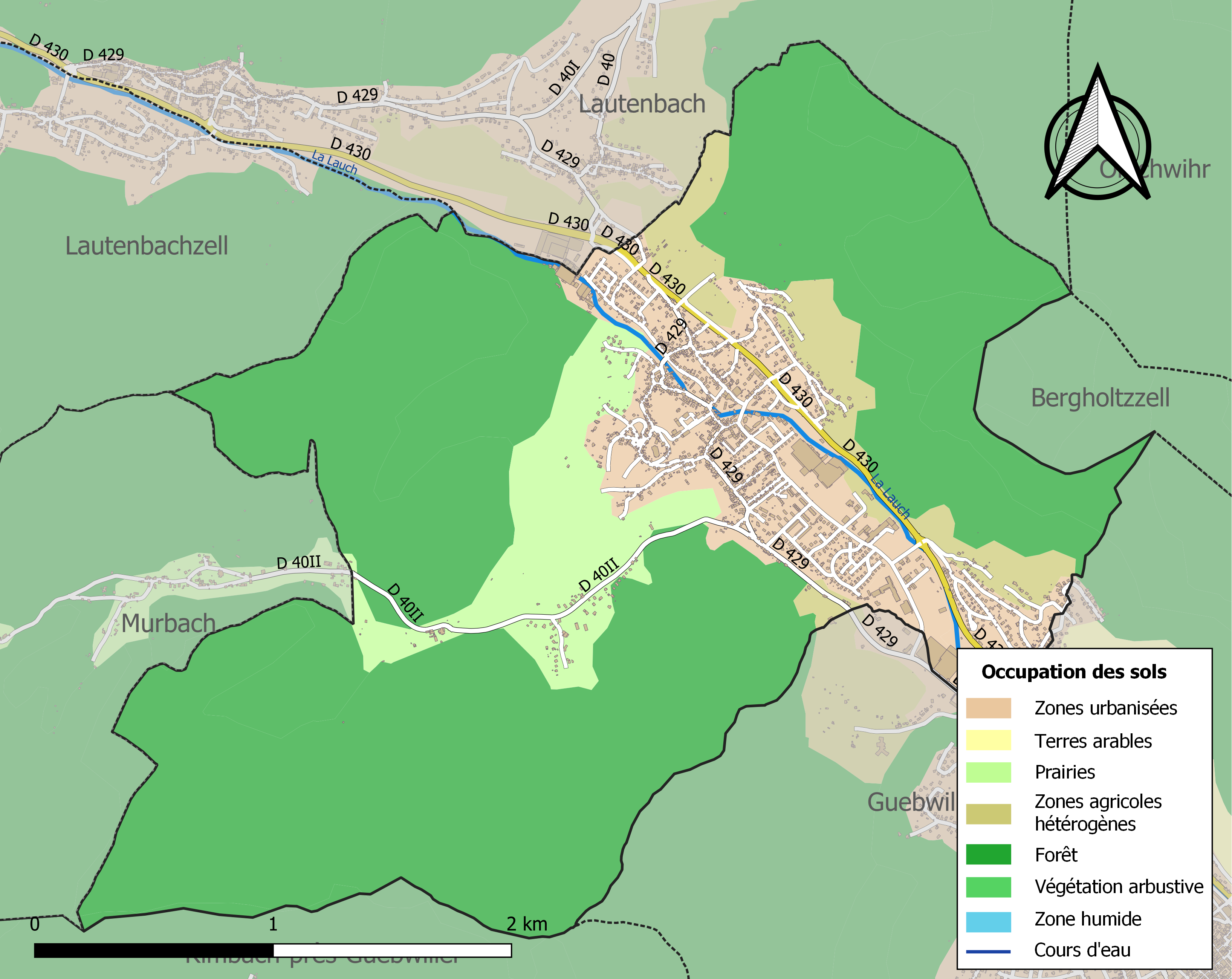
Carte des infrastructures et de l'occupation des sols de la commune en 2018 (CLC).

### Lieux-dits, hameaux et écarts
- Saint-Barnabé (côté Murbach)
- Rimlishof (côté Murbach)
- Weihermatten - Breuel (côté Murbach)
- Trottberg - Appenthal (côté Guebwiller - vignoble)
- Montag (côté Schweighouse-Lautenbach)
- Hugstein - Burgmatten (côté Guebwiller - ville)

## Toponymie
Du germanique bühel ou bühl « colline ».

## Histoire

### Le Vivier des Pèlerins
D'après la légende, c'est près du village, à l'entrée du vallon de Murbach, que se trouvait le Vivier des Pèlerins (Vivarius Peregrinorum) dont la digue ouverte a donné  aux prairies le nom de Weihermatten. Ce fut près d'un étang que Saint Pirmin, le fondateur de Murbach, s'arrêta pendant quelque temps avec sa colonie de moines irlandais, avant de s'enfoncer plus en avant dans la solitude des montagnes. Ils s'installèrent sur un petit monticule connu sous le nom de Kathrinabuckel entouré de marécages. Ils furent ensuite rejoints par un moine-évêque itinérant, Pirmin, venant de l'abbaye de Reichenau (lac de Constance). C'est ainsi que naquit la première communauté bénédictine. Les moines fondèrent ensuite l'abbaye de Murbach en 728. L'origine de Buhl date de cette époque. À la même époque, le comte Eberhard d'Eguisheim donna ensuite toute la vallée aux moines, ainsi que le domaine de Pfetterhouse dans le sud de l'Alsace.

### La première mention de Buhl
On trouve la première trace écrite du village de Buhl dans un document établi par un abbé du prieuré des Augustins de Goldbach. Ce prieuré possédait à l'époque des terres sur cette partie de cette vallée encore envahie par la forêt. Dans ce document daté de 1135, l'abbé Erlof donne le nom de « Bühele » dont l'orthographe va changer au fil des années. Vers le XIIIe siècle, le lieu est appelé Buohele, Buohile, puis au XIVe siècle Bühel, et enfin Bühl à partir du XVIe siècle. Le village s'est depuis beaucoup agrandi du côté de la Lauch et le long de la route.

### Construction d'une chapelle
Vers 1205, le patriarche de Jérusalem, Girold, se rend à Murbach et y consacre une chapelle dédiée à sainte Catherine. Cette chapelle construite près de la digue du Pilgerweiher aurait été le lieu où les moines de Murbach avaient établi le premier sanctuaire.

### La construction du château du Hugstein
L'abbé Hugo de Rothenburg fait construire le château du Hugstein pour protéger l'entrée de la vallée.

### La première guerre mondiale
La commune a été décorée le 2 novembre 1921 de la croix de guerre 1914-1918.

## Politique et administration

### Découpage territorial
La commune de Buhl est membre de la communauté de communes de la Région de Guebwiller, un établissement public de coopération intercommunale (EPCI) à fiscalité propre créé le 29 novembre 2000 dont le siège est à Guebwiller. Ce dernier est par ailleurs membre d'autres groupements intercommunaux.
Sur le plan administratif, elle est rattachée à l'arrondissement de Thann-Guebwiller, à la circonscription administrative de l'État du Haut-Rhin, en tant que circonscription administrative de l'État, et à la région Grand Est. 
Sur le plan électoral, elle dépendait jusqu'en 2020 du  canton de Guebwiller pour l'élection des conseillers départementaux au sein du conseil départemental du Haut-Rhin. Depuis le 1er janvier 2021, elle dépend du même canton pour l'élection des conseillers d'Alsace au sein de la collectivité européenne d'Alsace.

#### Liste des maires

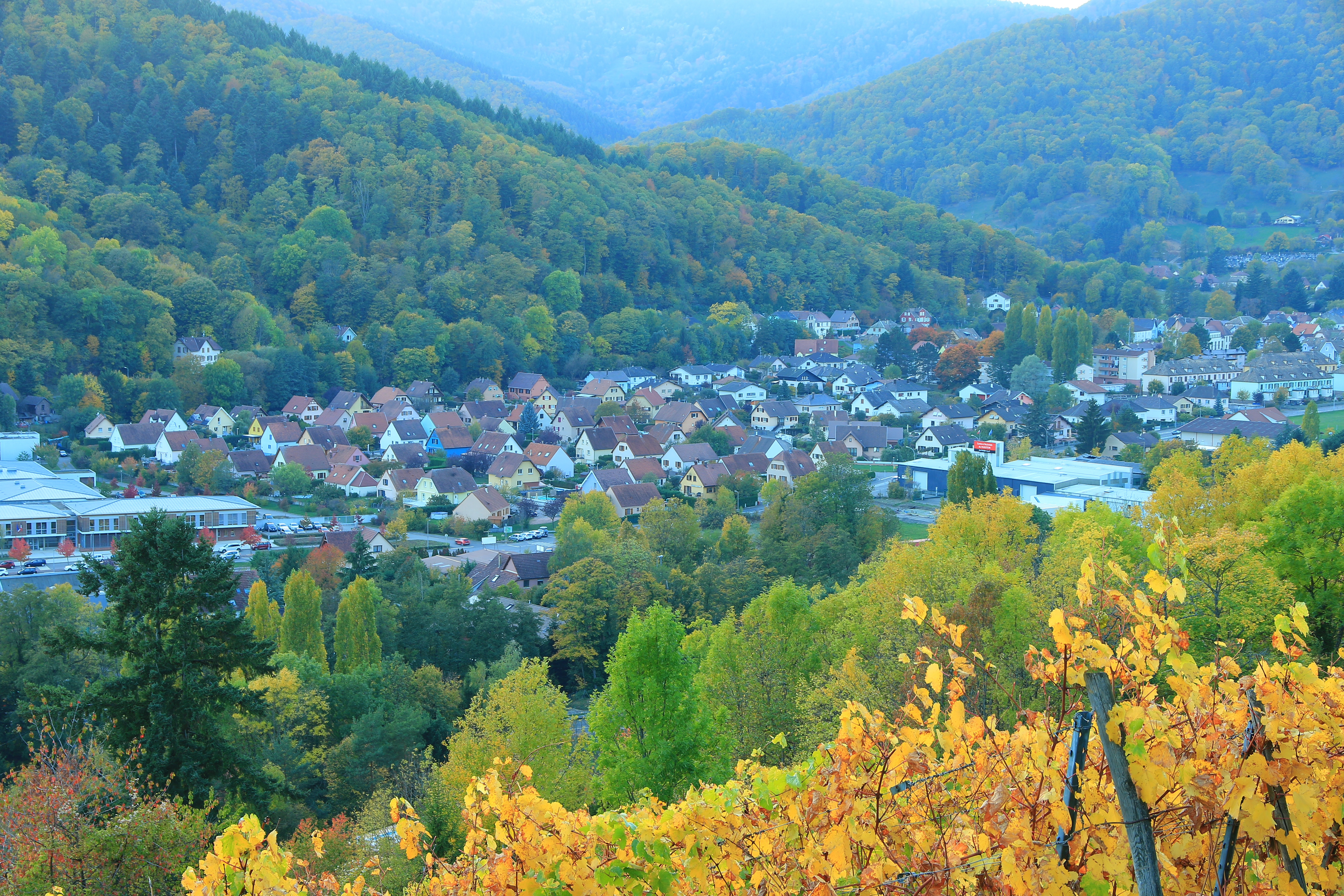
Buhl-Burgmatten.

| Période                                  | Période   | Identité                  | Étiquette | Qualité |
| ---------------------------------------- | --------- | ------------------------- | --------- | --- |
| XVIIIe                                   |           | Jean Steffan              |           | maire de Buhl pendant 10 ans |
| 1856                                     |           | Jean Hossenlopp           |           | maire de Buhl propriétaire de carrières d'Osenbach |
| avant 1936                               | 1940      | Aloyse Wetzel (1897-1985) | SFIO      | Ouvrier, conseiller d'arrondissement du canton de Guebwiller (1937-1940) |
| mai 1945                                 | 1945      | Dr Charles Bucher         |           | Médecin et ancien résistant |
| octobre 1945                             | 1950      | Joseph Strudel            |           | |
| décembre 1950                            | 1953      | Camille Niess             |           | |
| avril 1953                               | mars 1977 | André Mathias             |           | Médecin |
| mars 1977                                | mars 1983 | Charles Giersch           | DVG       | |
| mars 1983                                | juin 1995 | Jacques Jeanmougin        |           | |
| juin 1995                                | mars 2008 | Jean-Marc Schreiber       | DVD       | |
| mars 2008                                | 2020      | Fernand Doll              | UDI       | Retraité de l'enseignement 5e vice-président de la CC de la Région de Guebwiller |
| mai 2020                                 | En cours  | Yves Coquelle             | DVD       | Cadre retraité, Adjoint sous le mandat précédent, président des associations entre autres : Musique Harmonie de l'OMSC (instrument : accordéon), Carnaval 53 (élection de la reine du carnaval et du couple princier). |
| Les données manquantes sont à compléter. |           |                           |           | |

## Équipements et services publics
La commune héberge une école maternelle, une école élémentaire (école Koechlin) et un collège, le collège du Hugstein, ainsi qu'un centre d'accueil périscolaire. Une maison des Jeunes MJC, un foyer culturel dit "Le Cercle", une salle de gymnastique, un stade de foot, des terrains de tennis complètent l'équipement sportif et culturel de la commune. Une déchèterie communautaire et exemplaire pour ses options de tri est également sur le ban communal et accessible aux 19 communes alentour.
En 2010, la commune de Buhl a été récompensée par le label « Ville Internet @@ ».

## Population et société

### Démographie

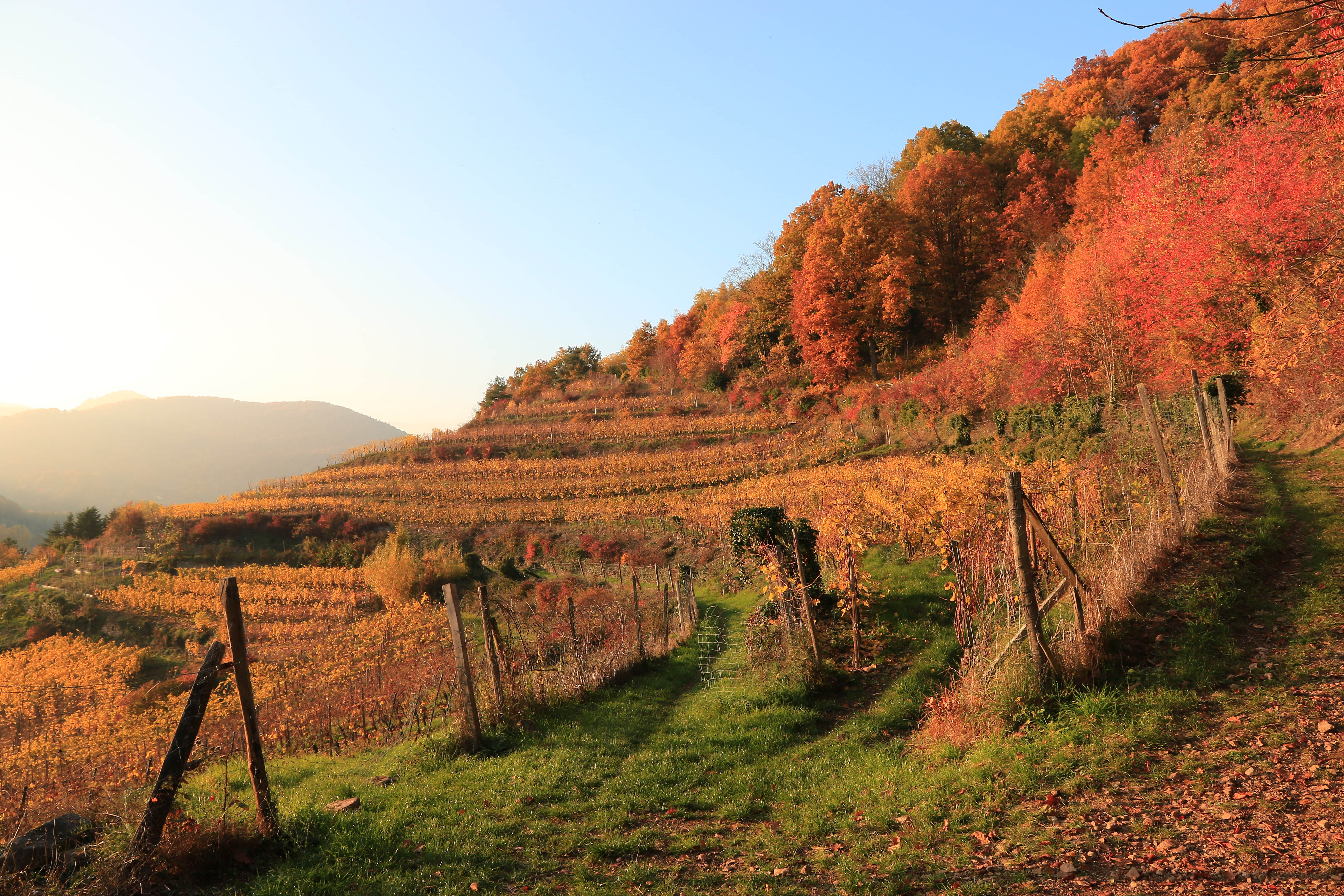
Buhl-Vignoble

L'évolution du nombre d'habitants est connue à travers les recensements de la population effectués dans la commune depuis 1793. Pour les communes de moins de 10 000 habitants, une enquête de recensement portant sur toute la population est réalisée tous les cinq ans, les populations de référence des années intermédiaires étant quant à elles estimées par interpolation ou extrapolation. Pour la commune, le premier recensement exhaustif entrant dans le cadre du nouveau dispositif a été réalisé en 2006.

En 2022, la commune comptait 3 122 habitants, en évolution de −5,11 % par rapport à 2016 (Haut-Rhin : +0,66 %, France hors Mayotte : +2,11 %).
| 1793 | 1800 | 1806 | 1821 | 1831  | 1836  | 1841  | 1846  | 1851  |
| ---- | ---- | ---- | ---- | ----- | ----- | ----- | ----- | ----- |
| 579  | 526  | 585  | 857  | 1 155 | 1 500 | 1 535 | 1 718 | 1 732 |

| 1856  | 1861  | 1866  | 1871  | 1875  | 1880  | 1885  | 1890  | 1895  |
| ----- | ----- | ----- | ----- | ----- | ----- | ----- | ----- | ----- |
| 1 863 | 2 090 | 2 319 | 2 592 | 2 887 | 3 050 | 3 114 | 3 168 | 3 097 |

| 1900  | 1905  | 1910  | 1921  | 1926  | 1931  | 1936  | 1946  | 1954  |
| ----- | ----- | ----- | ----- | ----- | ----- | ----- | ----- | ----- |
| 3 203 | 3 352 | 3 347 | 2 936 | 3 071 | 3 024 | 2 635 | 2 403 | 2 580 |

| 1962  | 1968  | 1975  | 1982  | 1990  | 1999  | 2006  | 2011  | 2016  |
| ----- | ----- | ----- | ----- | ----- | ----- | ----- | ----- | ----- |
| 2 931 | 2 945 | 3 048 | 2 674 | 2 755 | 3 079 | 3 190 | 3 265 | 3 290 |

| 2021  | 2022  | - | - | - | - | - | - | - |
| ----- | ----- | - | - | - | - | - | - | - |
| 3 199 | 3 122 | - | - | - | - | - | - | - |

## Économie
En position de carrefour, la commune dispose en 2021 : d'une agence bancaire Crédit Mutuel et d'un guichet automatique, deux boulangeries dont une pâtisserie, un boucher réputé, une supérette 7/7 jours comprenant un relais postal, deux salons de coiffure, une caserne pompier, un cabinet médical (dont l'avenir reste incertain), deux garages et plusieurs restaurants.

### Lieux et monuments

#### Église Saint-Jean-Baptiste

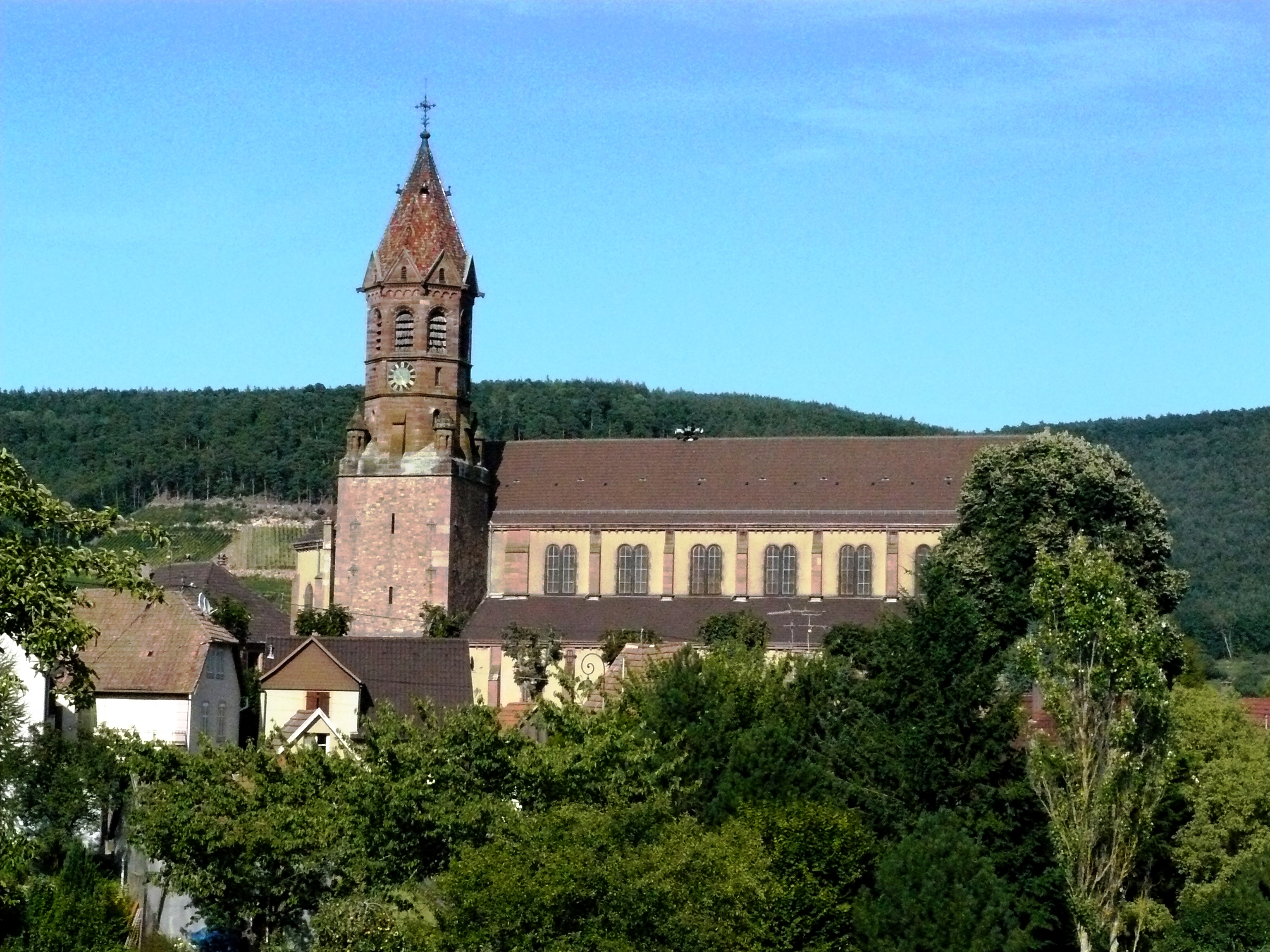
Église Saint-Jean-Baptiste.

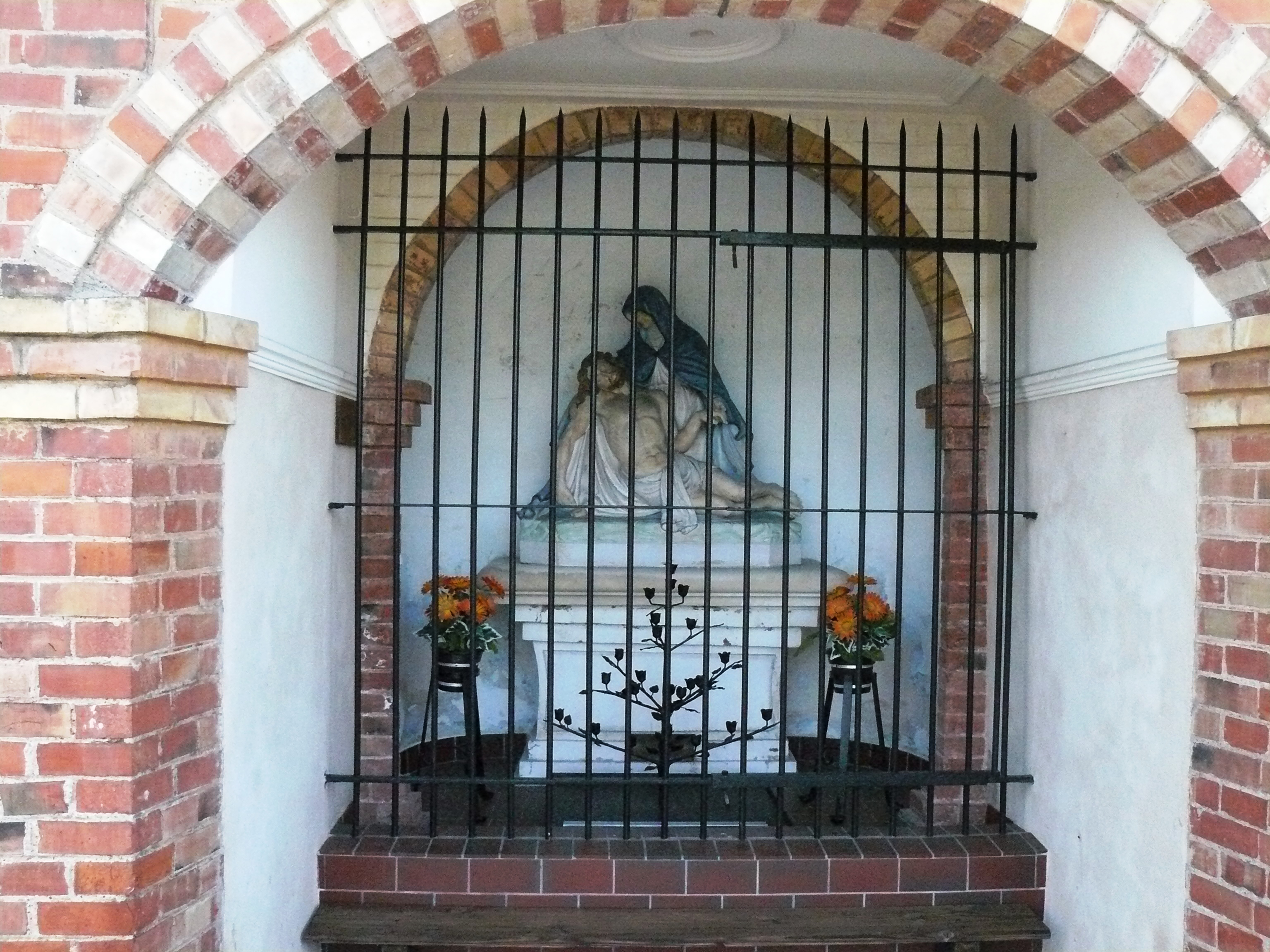
Chapelle du cimetière.

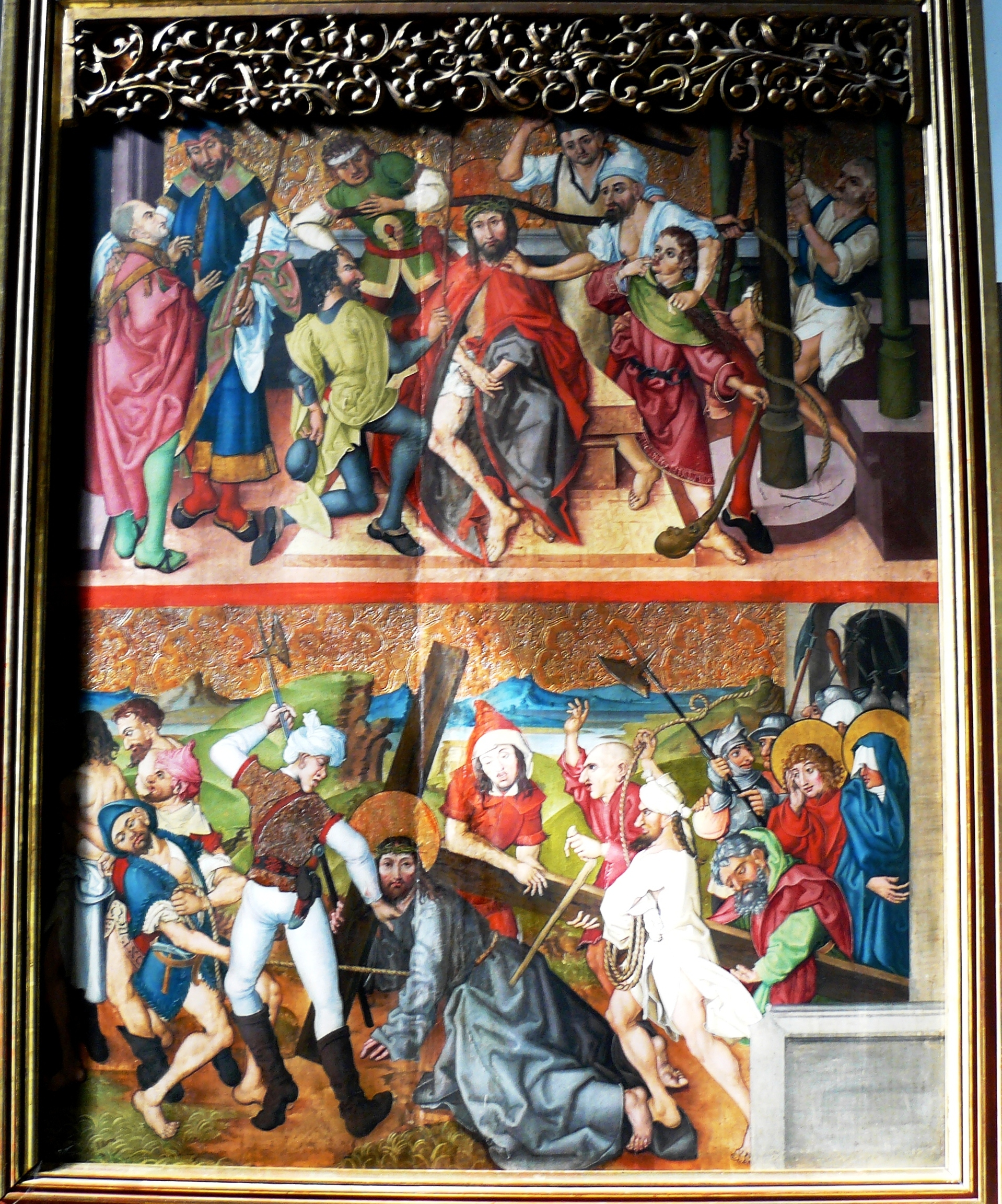
Le retable de Buhl. Image du haut et du bas : couronnement d'épines et portement de la croix. Certainement une œuvre d'un peintre formé à l'école de Martin Schongauer au XV. Ce tableau fait partie d'un ensemble de plusieurs tableaux exposés dans l'église Saint-Jean-Baptiste de Buhl.

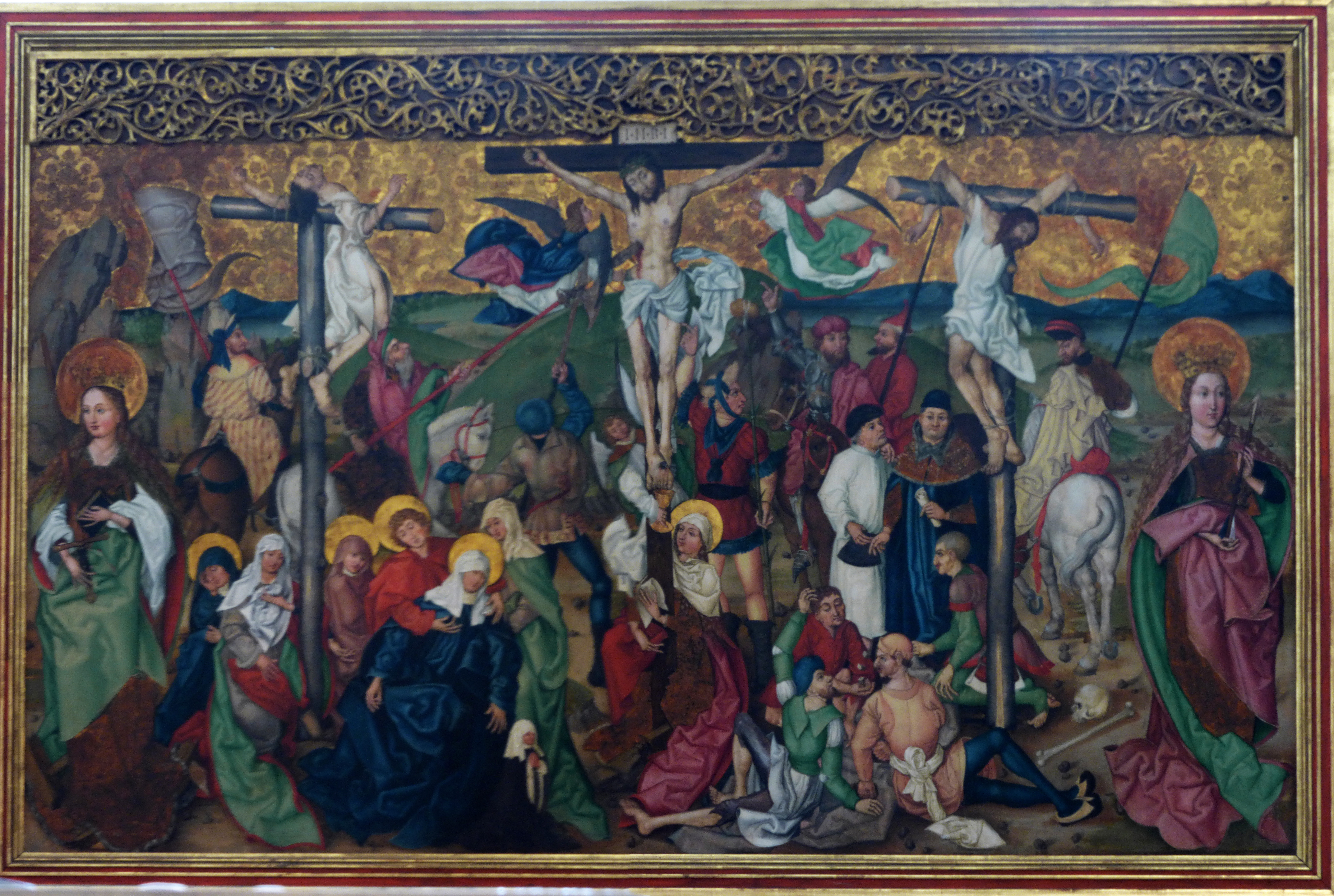
Retable de l'église de Buhl, partie centrale.

La présence d'un curé à Buhl est attestée dès  1243. À la suite d'une forte croissance démographique au XIXe siècle, une nouvelle église est bâtie pour remplacer l'ancien sanctuaire qui se trouvait sur place. Elle est remplacée par un vaste édifice de style néo-roman. Langestein édifie la nef de 1868 à 1870,, le chœur étant construit par Hartmann en 1877, après une interruption due à la guerre de 1870. Une partie de la tour primitive est reconstruite en 1899 et surmontée d'un clocher octogonal par l'architecte Kreyer. L'ancienne église possédait de grandes fenêtres en plein cintre et correspondait donc au type même de ce qu'on pouvait observer au XVIIIe siècle.
C'est en 1860 que la municipalité décida d'agrandir l'église devenue trop petite par rapport au nombre d'habitants. La population de l'époque dépassait les 2 000 habitants. Après des discussions, on décida de reconstruire d'abord la nef entre 1868 et 1870 d'après les plans de l'architecte Langenstein originaire de Cernay. La guerre vint interrompre les travaux qui ne reprirent qu'en 1877 avec la reconstruction du chœur. Le nouvel édifice, en style néo-roman, n'est pas orienté, car il avait été disposé perpendiculairement à l'ancienne église, dont la tour-porche conservée, se trouvait adossée au mur nord du chœur. En 1899, on démolit l'étage supérieur qui menaçait ruine, pour le remplacer par un clocher octogonal, dont les plans furent établis par l'architecte Kreyer de Colmar.
Retable de la Crucifixion
L'église abrite un retable consacré à la Passion du Christ (volets ouverts) et à la Vierge (volets fermés). Ce chef-d'œuvre est acheminé à Colmar pendant la Révolution lorsque les couvents sont vidés de leur mobilier. Deux habitants de Buhl ramènent le retable du XVe caché dans leur transport de fourrage pour le rendre à l'église du village une fois la Révolution passée. Ce retable provient probablement d'un couvent des Dominicains et très probablement des catherinettes de Colmar. Le style du retable permet de penser que la réalisation est l'œuvre d'un peintre formé à l'école du Colmarien Martin Schongauer.

#### Ruines du château du Hugstein (XIIIe s.)

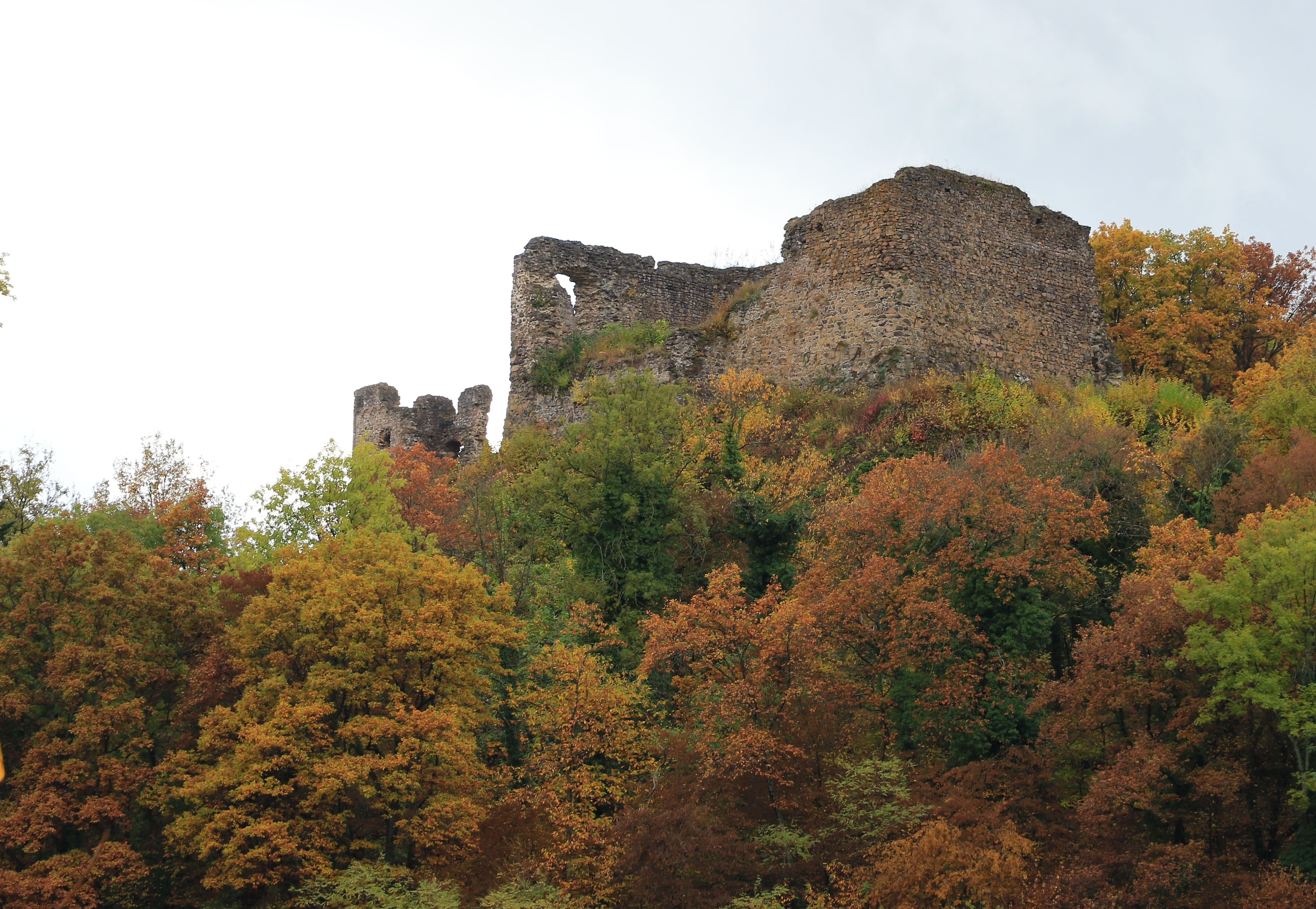
Ruine du Hugstein avant restauration

#### Autres monuments religieux
- Chapelle des Maquisards ;
- Chapelle Notre-Dame ;
- Calvaire du Rimlishof ;
- Chapelle du cimetière ;
- Chapelle Sainte-Catherine.

#### Autres curiosités
- Menhirs de l'Appenthal
- Carrières de Buhl (grès fin) : les carrières servaient à la fabrication de meules.

## Personnalités liées à la commune
- Maurice Koechlin : né à Buhl, concepteur de la structure de la tour Eiffel.
- Pierre Matter : sculpteur-ferrailleur ancien résidant de la commune.
- Alexandre Bida : artiste peintre du XIXe siècle décédé à Buhl.

### Héraldique
| Blason de Buhl | Les armes de Buhl se blasonnent ainsi : « De gueules au triangle évidé d'argent. » |